# DK Возничего
DK Возничего (лат. DK Aurigae) — одиночная переменная звезда в созвездии Возничего на расстоянии (вычисленном из значения параллакса) приблизительно 29330 световых лет (около 8993 парсеков) от Солнца. Видимая звёздная величина звезды — от +15,9m до +15,2m.

## Характеристики
DK Возничего — оранжевая углеродная пульсирующая медленная неправильная переменная звезда (LB) спектрального класса S или C. Эффективная температура — около 4189 К.